# Spherillo spicatus
Spherillo spicatus là một loài chân đều trong họ Armadillidae. Loài này được Jackson miêu tả khoa học năm 1927.